# Masami Kikuchi
Masami Kikuchi (菊池 正美 Kikuchi Masami?) es un seiyu japonés nacido el 24 de abril de 1960, en la ciudad de Nagano.

## Roles interpretados
El orden de esta lista es personaje, serie
- Monaka/Vermoud, Dragon Ball Super
- Keiichi Morisato, Oh My Goddess!
- Tenchi Masaki, Tenchi Muyō!
- Copycat Ken, Ranma ½
- Joe Kido, Digimon Adventure/02
- Daemon, Digimon Adventure 02
- Neemon, Digimon Frontier
- Canchome, Konjiki no Gash Bell!!
- Kamaitachi, GeGeGe no Kitaro (2007)
- Sonic the Hedgehog, Sonic the Hedgehog (OVA)
- Kakeru, Gekijouhan Bishoujo Senshi Sailor Moon S
- Spica, Saint Seiya
- Onigiri, Air Gear
- Aoi Shingo, Captain Tsubasa